# Юсеф Дервіш
Юсеф Дервіш (араб. يوسف درويش) (2 жовтня 1910 - 7 червня 2006) - єгипетський юрист з питань праці, комуніст і активіст. За роки політичної активності його часто звинувачували в комуністичній диверсії та саджали у в'язницю, де він провів близько 10 років свого життя. Маючи єврейське походження він прийняв іслам у 1947 р. Він був одним з небагатьох з караїмів, який залишився в Єгипті після створення Ізраїлю в 1948 році.

## Раннє життя
Дервіш народився в 1910 році в родині єгипетського ювеліра Муси Юсефа Фарагу Дарвіші. Його сім'я належала до караїмів, які були однією з громад, що складали багату та різноманітну мозаїку єгипетського єврейства. Караїмські євреї були одночасно багатомовними та високо інтегрованими в єгипетську громаду того часу; більшість сімей розмовляли вдома французькою та арабською мовами і віддавали своїх дітей у двомовні школи. Деякі сім'ї також розмовляли грецькою, російською та турецькою мовами.
Дарвіш закінчив престижну французьку середню школу в Каїрі, l'École des frères, в 1929 році і отримав ступінь юриста в Тулузькому університеті в 1932 році. У Тулузі Дарвіш вперше потрапив під вплив марксистської літератури і долучився до місцевого осередку Французької комуністичної партії .

## Зріле життя і кар'єра
У 1934 році Дервіш повернувся до Єгипту і розпочав свою кар'єру адвокатом праці та політичним організатором. Разом з двома іншими єгипетськими єврейськими активістів - Ахмадом Садок Саадом і Раймондом Дуеком він створив нову таємну Єгипетської комуністичну організацію відому як Аль-Фаджр аль-Jadid (араб. لفجر الجديد) або Новий світанок, яка була пов’язана з багатьма профспілками. До середини 1940-х років Дарвіш став законним представником 67 із тодішніх 170 профспілок в яких він працював з мінімальними або відсутніми гонорарами.
У 1946 році Дарвіш став співзасновником Робітничого комітету національного визволення (WCNL) - першої офіційної марксистської організації в Єгипті. WCNL був антиімперіалістичним рухом, який вимагав припинення британської окупації Єгипту, звільнення єгипетської економіки від зовнішнього впливу, розвитку єгипетської економіки, націоналізації всіх монополій, включаючи націоналізацію Суецького каналу та інших реформ в галузі охорони здоров'я, освіти та політики як виборче право для жінок та розширення громадянських свобод. WCNL пізніше звернувся до «Робітників і селян комуністичної партії (WPCP)», що потім об'єдналася з іншими комуністичними організаціями в той час в «Комуністичній партії Єгипту (CPE)» (араб. الحزب الشيوعى المصرى ), які потім розділилися на CPE та HADETU.
У 1958 році колишній президент Єгипту Гамаль Абдель Насер заарештував і ув'язнив усіх відомих комуністичних активістів, включаючи Дарвіша. Він перебував у в'язниці протягом 6 років, протягом яких його часто били і катували. Після звільнення він став секретарем Міжнародної асоціації демократичних юристів (IADL) . Він був повторно арештований у 1973 році під час режиму президента Садата: ув'язнений на 3 місяці за комуністичну агітацію, згодом він покинув Єгипет на 13 років, щоб жити в Алжирі та Чехословаччині. Після повернення до Єгипту в 1986 році він працював у підтримці та консультуванні Центру профспілок та служб робітників у Гельвані. Він також допоміг Ахмеду Набілу Ель-Хілалі створити Народну соціалістичну партію.

## Погляди Дарвіша на сіонізм, євреїв в Єгипті та єврейський вихід
У 1947 році Дарвіш приєднався до групи під назвою євреї проти сіонізму. В інтерв'ю тижневику "Аль-Ахрам" за два роки до смерті він сказав журналісту: "Ми засудили створення єврейської батьківщини в Палестині, але уряд закрив нас, поки сіоністські організації продовжували вільно функціонувати". В іншому інтерв'ю він заявив, що до 1948 року в Єгипті не було дискримінації щодо євреїв. Але коли була створена Держава Ізраїль, багато єгипетських євреїв почали хвилюватися і почався вихід з євреїв. Він стверджував, що "секвестр був не загальним правилом, яке застосовувалось до всіх євреїв, а заходом, накладеним після 1956 р. Переважно на французів та британських євреїв та тих, кого підозрювали у зв'язках з Ізраїлем", і що лише після війни 1967 р. більшість із 10 000 євреїв, які залишились в країні, почали виїжджати.

## Деталі
Єгипетська актриса Басма - онука Юсефа Дарвіша. 